# Chaonan
Chaonan  är ett stadsdistrikt i staden Shantou i provinsen Guangdong i sydöstra Kina.
Chaonan är indelat i ett stadsdelsdistrikt och tio köpingar.
Stadsdelsdistrikt (jiedao):

- Xiashan (峡山街道)

Köpingar (zhen):

- Chendian (陈店镇)
- Chengtian (成田镇)
- Hongchang (红场镇)
- Jingdu (井都镇)
- Leiling (雷岭镇)
- Liangying (两英镇)
- Longtian (陇田镇)
- Lugang (胪岗镇)
- Simapu (司马浦镇)
- Xiancheng (仙城镇)